# The Marvelous Misadventures of Flapjack
The Marvelous Misadventures of Flapjack ist eine US-amerikanische animierte Fernsehserie, die von 2008 bis 2010 auf Cartoon Network ausgestrahlt wurde. Die Serie wurde von Thurop van Orman entwickelt und handelt von den Abenteuern des jungen Flapjack und seines besten Freundes, des Kapitäns K’Nuckles, in der gefährlichen Welt von Stormalong Harbor.

## Handlung
Die Serie spielt in der fiktiven Hafenstadt Stormalong Harbor, in der der junge Flapjack und der exzentrische Kapitän K’Nuckles zusammen leben. Flapjack, ein optimistischer und naiver Junge, träumt davon, ein großer Abenteurer zu werden. Kapitän K’Nuckles hingegen ist ein heruntergekommener Seemann, der ständig von seinem Ruhm als „größter Abenteurer aller Zeiten“ erzählt. Gemeinsam erleben Flapjack und Kapitän K’Nuckles zahlreiche absurde und gefährliche Abenteuer. Dabei versuchen sie, die geheimnisvollen Süßigkeiten, wie den „Kandisinsel-Sirup“ oder die „Blubberblase“, zu finden und die Rätsel der geheimnisvollen Inseln zu lösen.

## Figuren
- Flapjack: der Protagonist der Serie. Flapjack ist ein liebenswerter und naiver Junge, der von Abenteuern und Entdeckungen träumt. Er ist stets optimistisch und versucht, das Gute in jedem zu sehen.
- Kapitän K’Nuckles: Flapjacks bester Freund und Begleiter. Kapitän K’Nuckles ist ein heruntergekommener und fauler Seemann, der ständig von seinen angeblichen Abenteuern erzählt. Er ist oft egoistisch und nutzt Flapjack aus, um seine eigenen Ziele zu erreichen.

## Produktion und Veröffentlichung
Die Serie wurde von Thurop van Orman entwickelt, der auch als Regisseur und Autor tätig war. Produzent war Pernelle Hayes und die Musik komponierte Dan Cantrell. Die Serie wurde von Cartoon Network Studios sowie von Saerom Animation in Südkorea produziert. Die künstlerische Leitung lag bei Paula Spence und Alex Kirwan. Es entstanden insgesamt 46 Folgen mit je 11 Minuten Länge sowie ein Pilot und Kurzepisoden.
Ein Pilotfilm wurde am 7. Mai 2007 von Cartoon Network in den USA ausgestrahlt, der aus zwei Folgen zusammengesetzt war. Es folgten fünf Kurzepisoden vom 27. Juli bis 24. August 2007. Die erste Staffel mit 20 Langfolgen wurde vom 5. Juni 2008 bis 23. Juli 2009 gezeigt. Die zweite Staffel mit erneut 20 Folgen wurde vom 30. Juli 2009 bis zum 28. Juni 2010 ausgestrahlt. Es folgte eine dritte Staffel mit sechs Folgen vom 5. Juli 2010 bis zum 31. August 2010. Die deutsche Erstausstrahlung erfolgte am 26. Januar 2009 auf Cartoon Network Deutschland. Außerdem gab es unter anderem Ausstrahlungen in Brasilien, auf den Philippinen, Frankreich, Kanada, Italien, Japan, Spanien, Russland und in Polen.

## Synchronisation
| Charakter         | Originalsprecher   |
| ----------------- | ------------------ |
| Flapjack          | Thurop van Orman   |
| Kapitän K’Nuckles | Brian Doyle-Murray |

## Auszeichnungen
2009 gewann der Hintergrundkünstler Chris Roszak den Emmy Award in der Kategorie „Beste individuelle Leistung in der Animation“ für die Folge Sea Legs von The Marvelous Misadventures of Flapjack.